# Bergwerk San Fernando
Das Erzbergwerk San Fernando liegt in Herdorf (Landkreis Altenkirchen) an der Straße nach Daaden. Es war eines der größten und letzten noch aktiven Erzbergwerke in Herdorf.

## Geschichte

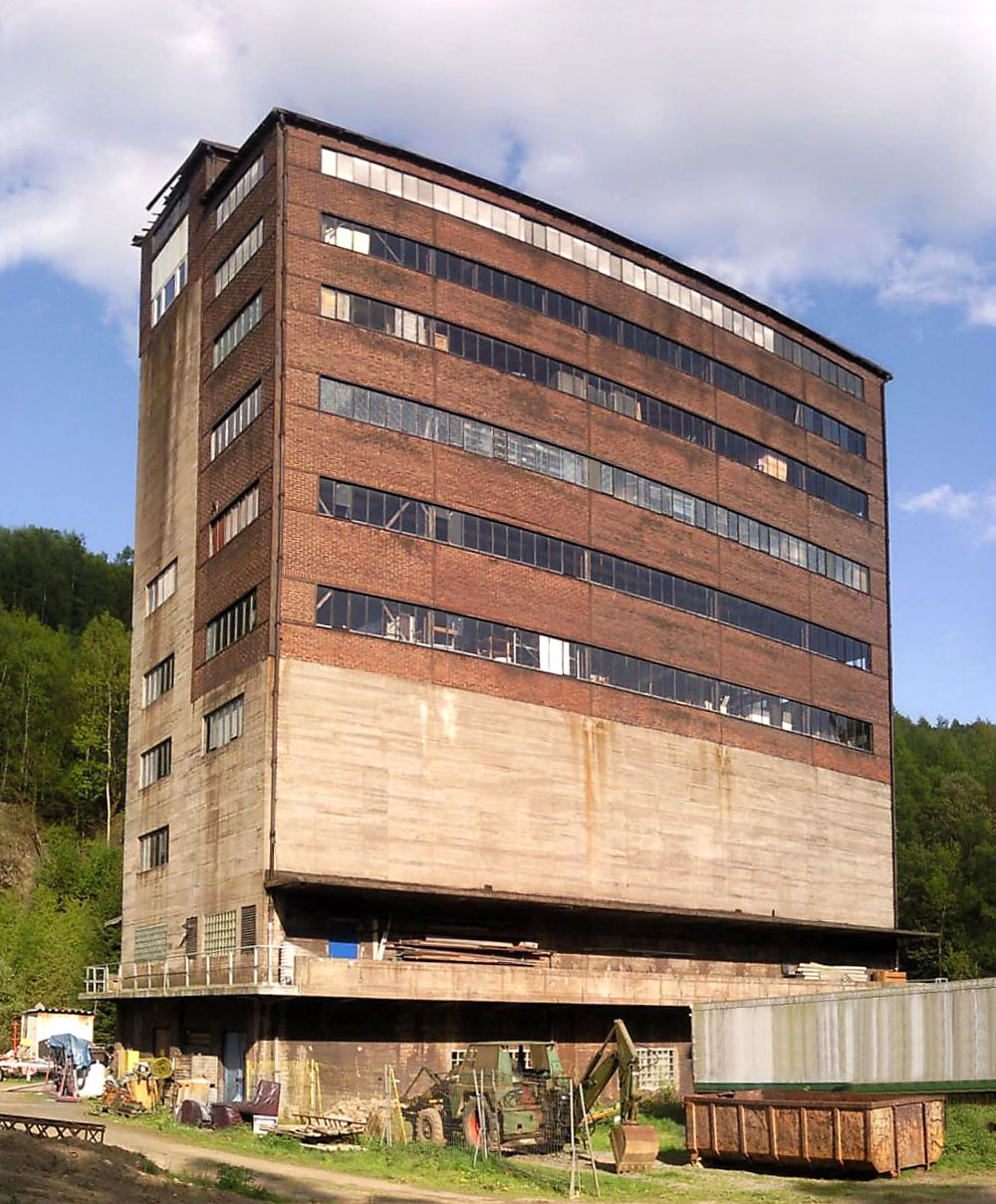
Ehemalige Erzaufbereitung (2011)

Der ungewöhnliche Name geht zurück auf den Herdorfer Bergmann Wilhelm Hähner, der zunächst etliche Jahre in Mexiko Bergbau betrieben hatte, dann in seine Heimat zurückkehrte und das Grubenfeld im Sottersbachtal fand und benannte. H.D.F. Schneider kaufte dieses Grubenfeld und einige benachbarte Felder am 1. August 1856, um dann das Bergwerk einzurichten. Am 27. März 1855 fand sich eine Belegschaft zusammen. Ab 1912 gehörte die Grube zu Friedrichshütte.
Das hier abgebaute Erz gehört zum Florz-Füsseberger Gangzug, auch andere Bergwerke lagen in diesem Gangzug; Wolf, Zufälligglück, Füsseberg - Friedrich Wilhelm und Glaskopf. Es wurde vor allem Spateisenstein, daneben auch Brauneisenstein, Magneteisenstein und in geringem Maße auch Buntmetallerz gewonnen.
Über Tage wurde das Erz in großen Anlagen aufbereitet, vor allem durch Rösten. Das Endprodukt (Rost I oder Rost II) wurde mit einer Schmalspurbahn entlang dem Sottersbach nach Herdorf zur Hütte gebracht. Zwischen dem 15. März 1945 und dem 4. Februar 1946 war die Grube stillgelegt, im Jahr 1953 wurde die Grube der Erzbergbau Siegerland AG angeschlossen. Am 15. Juli 1958 wurde sie endgültig stillgelegt. Bis 31. März 1962 gehörte sie der Grube Füsseberg an.
Von den Gebäuden blieben noch etliche jahrzehntelang erhalten, so etwa das turmartige Gebäude der Erzaufbereitung. Einige kleinere Gebäude werden durch die Firma Thomas Magnete genutzt. Die ehemalige Waschkaue wird zum Beispiel als Versuchshalle für Dauerversuche benutzt, an der Decke sieht man noch die charakteristischen Umlenkrollen.
2016 wurden fast alle noch erhaltenen Gebäude abgerissen. Das Gelände wird von der Firma Thomas Magnete für eine Erweiterung des Standorts benötigt. Auf der Höhe über dem Sottersbachtal steht lediglich noch das ehemalige Maschinenhaus der Grube.

## Förderung und Belegschaft
Zuletzt wurden monatlich 17.000 Tonnen Rohspat gefördert. Die Gesamtförderung der Grube liegt bei 6 Mio. t, die Vorräte mit Friedrich-Wilhelm / Füsseberg werden auf 4–6 Mio. t geschätzt.
- Förderung 1900: 24.406 t
- Förderung 1913: 72.000 t
- Förderung 1955: 135.173 t

In Glanzzeiten arbeiteten hier 928 Leute, 1955 waren es 387; 1958 490 Bergleute.

## Schächte
Ab 1881 wurde Tiefbau betrieben. Es gab drei Schächte:
- 1881: Blindschacht; 4,72 × 1,60 m groß, 357,2 m Teufe.
- 1906: Schacht I; 675 m Teufe; elektrische Förderung
- 1918: Schacht II; 1001,97 m Teufe; in Betrieb ab 1928

Die Gesamtteufe lag bei 1032,2 m.